# Dalnoki Bence
Dalnoki Bence (született 1995. január 28.) magyar séf, jelenleg a budapesti két Michelin-csillagos Stand Étterem sous-chefje. A 2023-as lyoni Bocuse d’Or világdöntőn megszerzett bronzérmével ő lett az első magyar séf, aki dobogós helyezést ért el ezen a nemzetközi versenyen.

## Életrajz
Dalnoki Bence középiskolásként, egy vendéglátásról szóló előadás hatására döntött úgy, hogy a gasztronómiát választja hivatásául.
Tanulmányait a Taverna Vendéglátóipari és Idegenforgalmi Szakközépiskolában végezte, majd gyakornoki lehetőséget kapott a budapesti Fausto’s étteremben.
Pályája korai szakaszában részt vett a 2016-os Bocuse d’Or Europe magyar csapatának munkájában, másod-commis szerepben, Széll Tamás mellett. A verseny után két héttel munkát ajánlottak számára az Onyx Étteremben, majd pár hónapot a balatonszemesi Kistücsök étteremben dolgozott. Ezután visszatért Budapestre: először a Stand25 Bisztróban dolgozott, majd a frissen induló mára már két Michelin-csillagos Stand Étterem csapatához csatlakozott, ahol jelenleg sous-chefként dolgozik.

## Versenyeredmények és díjak
- 2021: Megnyerte a magyarországi Bocuse d’Or válogatót Nyikos Patrik commis-val, elnyerve a legjobb csapatnak járó díjat is.
- 2022: A budapesti Bocuse d’Or Europe döntőn ezüstérmet szereztek, ezzel kvalifikálták magukat a lyoni világdöntőre.
- 2023: A lyoni Bocuse d’Or világdöntőn bronzérmes lett, ami történelmi magyar eredménynek számít.
- 2024: A Dining Guide az „Év Ifjú Séftehetsége” díjjal ismerte el munkásságát.